# NGC 5666
NGC 5666 ist eine Galaxie vom Hubble-Typ S? im Sternbild Bärenhüter am Nordsternhimmel. Sie ist schätzungsweise 100 Millionen Lichtjahre von der Milchstraße entfernt und hat einen Durchmesser von etwa 30.000 Lj.

Im selben Himmelsareal befindet sich u. a. die Galaxie NGC 5669.
Das Objekt wurde am  9. Mai 1825 von John Herschel entdeckt.

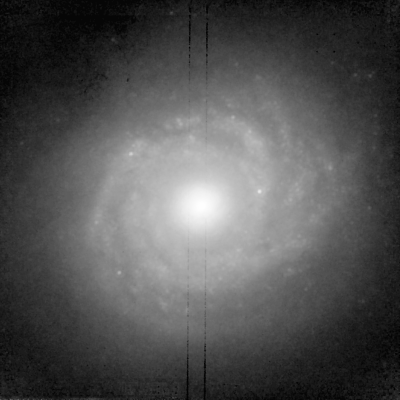
Infrarotaufnahme (Wellenlänge 1,6 µm) von NGC 5666, erstellt mithilfe des Hubble-Weltraumteleskops